# أوليفر هنري
أوليفر هنري (بالإنجليزية: William Sydney Porter)‏ ويختصر إلى أو. هنري كان الاسم الذي أطلقه على نفسه الكاتب الأمريكي وليام سيدني بورتر ((11 سبتمر، 1862 _ 5 يونيو 1910)) اشتهرت قصص أو، هنري القصيرة بخفة الدم والسخرية، وإطلاق النكت ورسم ملامح لشخصياته بصورة دفئة ونهايات ملتوية بارعة. صور في قصصه القصيرة التي يختلط فيها الهزل بالجد حياة الناس العاديين في مدينة نيويورك، ومن هنا عدت وثائق اجتماعية هامة.

## حياته
ولد وليام سيدني بورتر لأب طبيب الجرنون سيدني بورتر (1825–1888) وأمه ماري جين فرجينيا سويم بورتر (1833–1865).أقترن السيد الجرنون بسيدة ماري في 20 أبريل عام 1858 وبعد أنجب الابن الثلاث وهو وليام توفيت ألام بعد صراع مع مرض السل.انتقل وليام للعيش مع أبيه في بيت جدته. نشأ الأديب على محبة القراءة وأطلع في صغره على روائع الأدب الكلاسيكي بلغ به شغفه القمة حتى حدت به القراءة لنهم كتب الرواية الرخيصة التي لا فائدة ترجى منها قرأها فقط لمجرد الأطلاع، وقد نمى خياله مع شخصيات الف ليلة وليلة التي انغرس عشقها فيما بين جوانحه. [بحاجة لمصدر]
وهو كاتب أمريكي ينتمي إلى طائفة الكتاب الصعاليك الذين نشأوا في بيئات فقيرة.. وواجهوا مصاعب جمة وتنقلوا بين أعمال تافهة، موظفاً في مخزن للأدوية، ورساماً في مصلحة حكومية وناشر لمجلة فكاهية، وصرافاً في بنك، يختلس بعضا من عهدته فيقدم إلى المحاكمة ويهرب إلى أن تضبطه الشرطة، فيدخل السجن، وفي زنزانته يبدأ وهو في الأربعين كتابة قصصه القصيرة، وبعد سنوات من خروجه يبدأ في نشرها، ليصبح خلال الثماني سنوات التالية، أكبر قصاص مقروء في أمريكا.. لأن أحداثها كانت تدور في الأزقة المنسية والغرف المفروشة في أحقر الأحياء.. وتقدم نماذج بشرية تنتمي لأمريكا الأخرى ! وفي هذه المجموعة نماذج من عالم القاص الصعلوك الذي صعد إلى القمة.. وهو في الأربعين.ولم يعش فوقها سوى ثماني سنوات.. غادر الدنيا بعدها.

## مؤلفاته
اشتهرت قصص أو هنري بنهاياتها المباغتة، وعرفت هذه النهايات باسمه «نهايات أو هنري».
أَطلق عليه معجبيه اسم (غي دو موباسان أمريكا) وكان كلا الروائيين قد كتبوا نهايات ملتوية، بيد أن أو هنري كان يتمتع بروح متفائلة ومرحة أكثر من غي دو موباسان، وكما أشتهر بسرده الظريف الساخر. وضع أو هنري كل قصصه في إطار زمنه الذي عاش فيه، مطلع القرن العشرين. فمعظم أحداث قصصه وقعت في مدينة نيويورك تحكي جل قصصه عن حياة اناس عاديين: كتاب، رجال شرطة، ندلات.
قصصه:
- الملايين الأربعة: إن الملايين الأربعة ليست عنوان قصة من قصص هذا الكتاب، وإنما هي الرقم الذي يدل على سكان نيويورك، في بداية القرن العشرين.. حيث عاش أو. هنري أخصب ثماني سنوات من حياته القصيرة، وحيث بلغ أوج مجده الأدبي، وحيث استوحى قصص هذا الكتاب من حيطان السفن الغارقة أو المشرفة على الغرق في هذا الخضم البشري المتلاطم.
- «هدية المجوس»
- «الكرنب والملوك»
- «المصباح المزركش» 1907
- «قلب الغرب» 1907
- الورقة الأخيرة 1907
- «صوت المدينة» 1908
- «طرق المقادير» 1909
- «العروض» 1909
- «عمل ليس إلا» 1910
- «أعاصير»1910

وبعد وفاته صدرت له " ثلاث كتب:
- «البستاني الرقيق».
- «الحجارة الدوارة».
- «أبناء السبيل».

## اللقب الأدبي
يقول أو هنري انه أقتبس أو من الكلمة الفرنسية "oliver" التي تعني زيتون، واكتفى بالحرف الأول o أو من الكلمة والاسم الثاني "Henry" هنري لأنه اسماً قصير وليس بطويل.

## وفاته
لعل مرض السل الذي استودعته أمه إياه، يوم ماتت عنه، وهو طفل شاحب هزيل، والذي اخترمه في ريعان العمر وفي السابعة والأربعين، كان له فضل كبير في تلك اللمحة الإنسانية المشرقة التي تسطع من قصصه، وتجعل منها متحفا للحياة في وقته، تكاد تنطق وتتحرك فيه المدى والتماثيل.
إن مرارة تجارب أو. هنري في الحياة، وعاطفته الإنسانية الشفافة، وإيمانه الراسخ في المقادير والمصادفات، واقتصاده العجيب في كسو المعاني الضخمة بأبسط وأقل الجمل والألفاظ، كل هذا يضفي على قصصه روحا تمنحه بجدارة لقب المعلم في فن القصص القصيرة.

## روابط خارجية
- أوليفر هنري على موقع IMDb (الإنجليزية)
- أوليفر هنري على موقع الموسوعة البريطانية (الإنجليزية)
- أوليفر هنري على موقع ألو سيني (الفرنسية)
- أوليفر هنري على موقع ميوزك برينز (الإنجليزية)
- أوليفر هنري على موقع أول موفي (الإنجليزية)
- أوليفر هنري على موقع قاعدة بيانات برودواي على الإنترنت (الإنجليزية)
- أوليفر هنري على موقع قاعدة بيانات الأفلام السويدية (السويدية)
- أوليفر هنري على موقع إن إن دي بي (الإنجليزية)
- أوليفر هنري على موقع ديسكوغز (الإنجليزية)
- أوليفر هنري على موقع قاعدة بيانات الفيلم (الإنجليزية)